# Рудка (Лохвицкий район)
Рудка (укр. Рудка) — село,
Сенчанский сельский совет,
Лохвицкий район,
Полтавская область,
Украина.

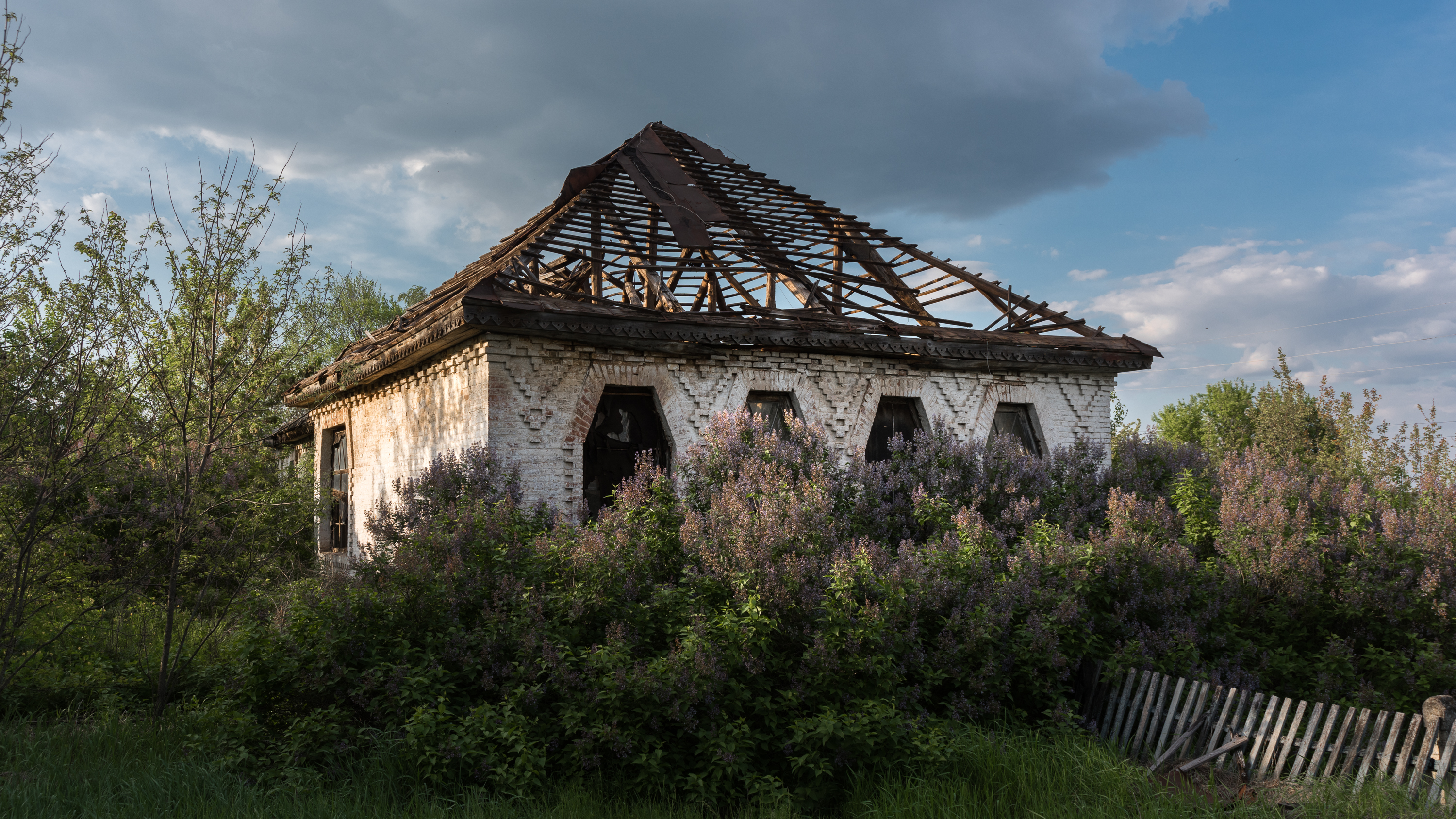
Бывшее здание школы

Код КОАТУУ — 5322686603. Население по переписи 2001 года составляло 64 человека.

## Географическое положение
Село Рудка находится на левом берегу реки Сула,
выше по течению на расстоянии в 1 км расположено село Сенча,
ниже по течению на расстоянии в 1,5 км расположено село Часниковка,
на противоположном берегу — село Лучка.
Река в этом месте извилистая, образует лиманы, старицы и заболоченные озёра.

## История
- 1722 — дата основания.